# IC 1225
IC 1225 је спирална галаксија у сазвјежђу Змај која се налази на листи објеката дубоког неба у Индекс каталогу.
Деклинација објекта је + 67° 37' 45" а ректасцензија 16h 36m 52,3s. Привидна величина (магнитуда) објекта IC 1225 износи 14,5 а фотографска магнитуда 15,3. IC 1225 је још познат и под ознакама UGC 10494, MCG 11-20-22, CGCG 320-34, KARA 756, IRAS 16368+6744, PGC 58607.